# Kathleen Barry
Kathleen Barry (* 22. Januar 1941 in Syracuse) ist eine US-amerikanische Feministin, Soziologin und emeritierte Professorin der Pennsylvania State University. Sie ist die Autorin des bahnbrechenden Buches („landmark book“) Female Sexual Slavery (1979), das in sechs Sprachen übersetzt wurde und die Entstehung einer internationale Bewegung gegen sexuelle Ausbeutung inspirierte sowie Mitgründerin der UN-Nichtregierungsorganisation Coalition Against Trafficking in Women.

## Werdegang
Barry ist das dritte Kind einer Arbeiterfamilie. Ihre Eltern hatten für sie nach dem Besuch der Highschool eine Tätigkeit als Büroangestellte gewünscht, ein Collegestudium der Tochter war von ihnen nicht erwünscht. Als sie sich dennoch beim Oswego State Teachers College (SUNY) der State University of New York bewarb und angenommen wurde, erhielt sie keine familiäre Unterstützung. Im zweiten Studienjahr gingen ihr die finanziellen Mittel aus und sie musste das College verlassen, fand aber wegen des vorherrschenden Lehrermangels trotzdem eine Anstellung an einer Schule. Sie wechselte mehrfach ihren Wohnort und die Schulen, an denen sie unterrichtete, und besuchte überall College-Kurse, bis sie schließlich neun Jahre nach ihrem Highschool-Abschluss das Bachelor-Examen an der Wayne State University in Detroit machte. Bald darauf folgte, ebenfalls an der Wayne State University, der Master-Abschluss. Danach gab sie ihre Unterrichtstätigkeit auf und arbeitete in den Armutsbekämpfungsprogrammen eines Schulbezirks. Zum Abschluss ihrer akademischen Ausbildung wurde sie 1977 an der University of California zur Ph.D. promoviert. Der Titel ihrer Dissertation lautete Social Origins of the Nineteenth Century American Feminist Movement. 1981 wurde sie Professorin an der Brandeis University, 1988 wechselte sie an die Pennsylvania State University. 2001 ging sie aus gesundheitlichen Gründen in den Vorruhestand.

## Schriften (Auswahl)
- Unmaking war, remaking men. How empathy can reshape our politics, our soldiers and ourselve. Phoenix Rising Press of Santa Rosa, Santa Rosa 2011, ISBN 978-0-98279-670-2.
- The prostitution of sexuality. New York University Press, New York 1995, ISBN 0814712177.
- Susan B. Anthony. A biography of a singular feminist. New York University Press, New York 1988; ISBN 0814711057.
- Female sexual slavery. Prentice-Hall, Englewood Cliffs 1979, ISBN 0133143023.